# Sandy Denny
Sandy Denny (6. ledna 1947 – 21. dubna 1978), rozená jako Alexandra Elene MacLean Denny, byla anglická zpěvačka a písničkářka. Je známa pro svou úlohu v britském folk-rockovém hnutí, dále jako členka skupiny Fairport Convention a nezapomenutelný je i její duet s Robertem Plantem na čtvrtém albu skupiny Led Zeppelin (1971), v písni „The Battle of Evermore“.

## Dětství
Narodila se v nemocnici Nelson Hospital na Kingston Road (Merton Park). Jako dítě studovala hru na piano. Její skotská babička byla zpěvačkou tradicionálů a Sandy již v útlém věku projevila zájem o zpěv, bez ohledu na výhrady jejích přísných rodičů. Po ukončení školní docházky (Kingston School of Art) absolvovala kurz jako ošetřovatelka v Royal Brompton Hospital.

## Dospívání
V roce 1965 se zapsala na večerní Univerzitu Wimbledon College of Art v Londýně, kde potkala kolegy studenty Johna Renbourna a Erica Claptona. Vystoupila v Troubadour club v Earls Court, kde ji slyšeli členové skupiny Strawbs. V roce 1967 byla pozvána, aby se připojila ke skupině a nahrála s nimi v Dánsku album. Toto album obsahovalo její nejznámější (často předělávanou) píseň „Who Knows Where the Time Goes“. Píseň nahrála Judy Collins a tím jí pomohla získat pozornost veřejnosti. V té době nahrála první dvě alba se skupinou Alex Campbell a s Johnny Silvo obsahující tradicionály a předělávky současných folkových písní, včetně skladeb jejího tehdejšího přítele Jacksona C. Franka.

## Profesionální kariéra
V roce 1968 se stala sólovou zpěvačkou Fairport Convention (nahradila Judy Dyble) a se skupinou nahrála dvě alba. Pomohla skupině objevit britský folkový repertoár a stala se klíčovou postavou ve vývoji britského folk-rocku.
Opustila Fairport Convention v roce 1969, po realizaci alba Liege & Lief a krátkém turné k němu. Odešla, aby založila svou vlastní skupinu Fotheringay, kde působil i její přítel, Australan Trevor Lucas. Skupinu po nahrání prvního alba rozpustila a věnovala se nahrávání sólových alb s několika členy Fairport Convention jako hosty. The North Star Grassman and the Ravens a Sandy zůstávají jejími nejpopulárnějšími sólovými alby. V roce 1973 se provdala za Trevora Lucase a vrátila se k Fairport Convention na světové turné k dalšímu albu, Rising for the Moon, které obsahovalo několik jejích vlastních skladeb.
Během sólové kariéry se objevila v Lou Reiznerově verzi rockové opery od skupiny The Who, Tommy. Později nazpívala nezapomenutelný duet s Robertem Plantem v písni „The Battle of Evermore“ na albu skupiny Led Zeppelin, (Led Zeppelin IV), z roku 1971. Za tento duet jí byl propůjčen „pátý“ symbol, . Časopisem Melody Maker byla zvolena „Female singer of the year“ (zpěvačkou roku) pro rok 1970 a 1971. Společně s Richardem Thompsonem a Ashley Hutchingsem se zúčastnila jednorázového projektu nazvaného The Bunch.
O jejím charisma a neobyčejném altu nemohl nikdo pochybovat. Stres ze světového turné s Fairport Convention v roce 1973 způsobil, že začala příliš mnoho pít a kouřit a tím si svůj hlas poškodila.
Je pozoruhodné, že všichni členové její skupiny Fotheringay později vstoupili i do Fairport Convention.

## Úmrtí
Zemřela 21. dubna 1978 v nemocnici Atkinson Morley Hospital na nitrolebeční krvácení. Okolnosti jejího smrtelného úrazu zůstávají dodnes nejasné. Zvláště to, že spadla ze schodů v domě své přítelkyně a zemřela až čtyři dny po tomto úrazu. Její přátelé se snažili chránit soukromí rodiny a proto se zamlčovaly takové detaily jako bylo zpěvaččino dlouhodobé nadužívání alkoholu a rodinné problémy, kdy žila odděleně od svého partnera Trevora Lucase a jejich dcery.
Zemřela ve věku 31 let.
Celý její příběh byl popsán v biografii od Clintona Heylina, No More Sad Refrains. Po její smrti se Trevor Lucas vrátil do Austrálie spolu s jejich dcerou Georgií. Trevor Lukas zemřel v roce 1989 na selhání srdce.
Její popularita stoupla po její smrti a její písně byly předělávány různými umělci. Je považována za zakladatelku britského folkového hnutí [zdroj?] a někdy též za jeho nejdůležitější zpěvačku a osobnost.

## Diskografie
- The Original Sandy Denny (1967)
- Sandy Denny and Strawbs: All Our Own Work (1968) (původně vydáno pouze v Dánsku)
- Fairport Convention: Heyday (1968-1969)
- Fairport Convention: What We Did on Our Holidays (leden 1969)
- Fairport Convention: Unhalfbricking (červenec 1969)
- Fairport Convention: Liege & Lief (prosinec 1969)
- Fotheringay: Fotheringay (červen 1970)
- Sandy Denny (1970)
- The North Star Grassman and The Ravens (září 1971)
- The Bunch: Rock On (1972)
- Sandy (září 1972)
- Like an Old Fashioned Waltz (červen 1974)
- Fairport Live Convention (1974)
- Fairport Convention: Rising for the Moon (1975)
- Rendezvous (květen 1977)
- The BBC Sessions 1971-1973 (1997)
- Gold Dust--Live at the Royalty (květen 1998)
- A Boxful of Treasures, box-set vzácných nahrávek vydaný 2004